# Gissjön (Hjorteds socken, Småland)
Gissjön är en sjö i Västerviks kommun i Småland och ingår i Marströmmens huvudavrinningsområde. Sjön är 23 meter djup, har en yta på 1,72 kvadratkilometer och är belägen 44,2 meter över havet. Sjön avvattnas av vattendraget Gissjöån.

## Delavrinningsområde
Gissjön ingår i det delavrinningsområde (638314-152785) som SMHI kallar för Utloppet av Gissjön. Medelhöjden är 75 meter över havet och ytan är 38,18 kvadratkilometer. Det finns inga avrinningsområden uppströms utan avrinningsområdet är högsta punkten. Gissjöån som avvattnar avrinningsområdet har biflödesordning 2, vilket innebär att vattnet flödar genom totalt 2 vattendrag innan det når havet efter 30 kilometer. Avrinningsområdet består mestadels av skog (67 procent) och jordbruk (14 procent). Avrinningsområdet har 2,58 kvadratkilometer vattenytor vilket ger det en sjöprocent på 6,8 procent.